# Montagney
Montagney [mɔ̃taɲɛ] ist eine Gemeinde im französischen Département Haute-Saône in der Region Bourgogne-Franche-Comté.

## Geographie
Montagney liegt auf einer Höhe von 238 m über dem Meeresspiegel, sieben Kilometer östlich von Pesmes und etwa 28 Kilometer westlich der Stadt Besançon (Luftlinie). Das Dorf erstreckt sich im Süden des Départements, auf dem Plateau, das nördlich an die Talebene des Ognon angrenzt.
Die Fläche des 9,21 km² großen Gemeindegebiets umfasst einen Abschnitt des unteren Ognon-Tals. Die südliche Grenze verläuft stets entlang dem Ognon. Dieser fließt hier mit mehreren Windungen nach Westen durch eine Alluvialebene, die eine Breite von ungefähr zwei Kilometern aufweist und durchschnittlich auf 195 m liegt. Sie wird überwiegend landwirtschaftlich genutzt. Vom Flusslauf erstreckt sich das Gemeindeareal nordwärts über die Talebene und eine rund 20 m hohe Geländestufe auf die angrenzende, leicht gewellte Hochfläche. Diese Anhöhen sind aus tertiären Sedimenten aufgebaut. Die mit Acker- und Wiesland bestandene Fläche wird durch die Tälchen des Ruisseau de Montagney und seines Seitenbaches untergliedert. Auf der Höhe bei Motey-Besuche wird mit 282 m die höchste Erhebung von Montagney erreicht. Nach Norden reicht der Gemeindeboden in das Waldgebiet des Bois Riand.
Nachbargemeinden von Montagney sind Valay und Motey-Besuche im Norden, Sornay im Osten, Vitreux und Bresilley im Süden sowie Bard-lès-Pesmes und Chaumercenne im Westen.

## Geschichte
Montagney wurde im Frühmittelalter gegründet und wahrscheinlich bereits im 8. Jahrhundert erstmals zerstört. Im Mittelalter gehörte das Dorf zur Freigrafschaft Burgund und darin zum Gebiet des Bailliage d’Amont. Die lokale Herrschaft hatte die Baronie Choye inne. Im Jahr 1214 ist eine Brücke über den Ognon erwähnt. Zusammen mit der Franche-Comté gelangte Montagney mit dem Frieden von Nimwegen 1678 definitiv an Frankreich. Heute ist Montagney Mitglied des 18 Ortschaften umfassenden Gemeindeverbandes Communauté de communes du Val de Pesmes.

## Sehenswürdigkeiten
Die einschiffige Dorfkirche mit zwei Seitenkapellen wurde im 18. Jahrhundert neu erbaut und besitzt eine reiche Ausstattung, darunter eine steinerne Statue der Heiligen Jungfrau mit Kind aus dem 14. Jahrhundert. Das Pfarrhaus wird von zwei Türmchen flankiert. 
Im alten Ortskern sind zahlreiche Häuser aus dem 16. bis 18. Jahrhundert erhalten, die den traditionellen Stil der Haute-Saône zeigen. 
Aus dem 16. Jahrhundert stammt die Tour de Santans, ein viereckiger, mit Zinnen gekrönter Wehrturm, der im 19. Jahrhundert restauriert wurde. 
Das Lavoir, dessen Brunnen sich in einem Tempel mit sechs Säulen befindet, wurde 1844 errichtet.

## Bevölkerung
| Jahr                       | 1962 | 1968 | 1975 | 1982 | 1990 | 1999 |
| Einwohner                  | 309  | 320  | 336  | 405  | 383  | 403  |
| Quellen: Cassini und INSEE |      |      |      |      |      |      |

Mit 506 Einwohnern (1. Januar 2022) gehört Montagney zu den kleinen Gemeinden des Département Haute-Saône. Nachdem die Einwohnerzahl in der ersten Hälfte des 20. Jahrhunderts deutlich abgenommen hatte (1906 wurden noch 523 Personen gezählt), wurde seit Beginn der 1970er Jahre wieder ein Bevölkerungswachstum verzeichnet.

## Persönlichkeiten
- Pierre-François Percy (1754–1825), Chirurg und Militärarzt

## Wirtschaft und Infrastruktur
Montagney war bis weit ins 20. Jahrhundert hinein ein vorwiegend durch die Landwirtschaft (Ackerbau, Obstbau und Viehzucht) und die Forstwirtschaft geprägtes Dorf. Heute gibt es einige Betriebe des lokalen Kleingewerbes. In den letzten Jahrzehnten hat sich das Dorf zu einer Wohngemeinde gewandelt. Viele Erwerbstätige sind deshalb Wegpendler, die in den größeren Ortschaften der Umgebung und in der Agglomeration Besançon ihrer Arbeit nachgehen.
Die Ortschaft liegt abseits der größeren Durchgangsachsen an einer Departementsstraße, die von Marnay nach Pesmes führt. Der nächste Anschluss an die Autobahn A36 befindet sich in einer Entfernung von ungefähr 15 Kilometern. Weitere Straßenverbindungen bestehen mit Bresilley, Bard-lès-Pesmes und Motey-Besuche.